# Les Mureaux
Les Mureaux és un municipi francès, situat al departament d'Yvelines i a la regió de l'Illa de França. L'any 1999 tenia 31.379 habitants.
Forma part del Cantó de Les Mureaux, del districte de Rambouillet i de la Comunitat urbana Grand Paris Seine et Oise.